# Tomas Bohr
Tomas Bohr (født 20. marts 1953) er en dansk fysiker og professor i biofysik og fluider på DTU Fysik på Danmarks Tekniske Universitet. Han har arbejdet med kaos, turbulens, statistisk mekanik, ikke-lineære fluider og biofluiddynamik.

## Karriere
Bohr blev uddannet cand.scient. fra Københavns Universitet i 1980, og læste efterfølgende en ph.d. samme sted, som han færdiggjorde i 1983. Han var ansat som postdoc på Laboratory of Atomic and Solid State Physics,
på Cornell University i Ithaca, USA fra 1983-1985. Han kom herefter tilbage til Danmark, hvor han blev ansat som adjunkt på Fysisk Laboratorium I på H.C. Ørsted Institutet på Københavns Universitet. I 1987 blev han lektorstipendiat på Niels Bohr Institutet. I 1990 blev han udnævnt som Hallas Møller-lektor samme sted
Fra 1995-1998 var han forskningslektor på Niels Bohr Institutet, og i 1998 blev han dr.scient. fra KU med afhandlingen Studies in Turbulent Dynamical Systems . Han blev herefter ansat som professor på Institut for Fysik på DTU.
Han har været medlem af Videnskabernes Selskab siden 2006. I 2009 blev han Fellow af American Physical Societys afdeling for fluiddynamik.

## Privatliv
Han er barn af den danske fysiker og nobelprismodtager Aage Bohr og barnebarn af den danske fysiker og nobelprismodtager Niels Bohr.
Han har tre børn fra hhv. 1982, 1986 og 1992.